# No digas no hasta que haya terminado de hablar: La historia de Richard D. Zanuck
No digas no hasta que haya terminado de hablar: La historia de Richard D. Zanuck (título original: Don’t Say No Until I Finish Talking: The Story of Richard D. Zanuck) es un documental biográfico estadounidense de 2013, dirigido por Laurent Bouzereau, que a su vez lo escribió, en la fotografía estuvo Andrés Garretón y los protagonistas son Richard D. Zanuck, Lawrence Gordon y Steven Spielberg, entre otros. Esta obra fue realizada por Amblin Television, se estrenó el 8 de mayo de 2013.

## Sinopsis
En este documental se hace una observación a la vida y obra del destacado productor cinematográfico Richard D. Zanuck.